# Маннапова, Рамзия Тимергалеевна
Рамзия Тимергалеевна Маннапова (род. 04.01.1955, Башкирия) — российский башкирский учёный, специалист в области микробиологии, иммунологии, морфологии животных, ветеринар.
Доктор биологических наук (1998), профессор (2000), профессор кафедры микробиологии и иммунологии РГАУ-МСХА им. К. А. Тимирязева, в 2000—2008 гг. зав. кафедрой паразитологии, микробиологии, вирусологии и иммунологии Башкирского госагроуниверситета.
Почетный работник высшего профессионального образования РФ (2014?5). Заслуженный деятель науки Республики Башкортостан (2007).

## Биография
Родилась в рп Кандры Кандринского р-на БАССР (ныне Туймазинский р-н РБ).
Окончила с отличием ветеринарный факультет Башкирского сельскохозяйственного института (1978) — ныне Башкирский государственный аграрный университет, затем до 1980 г. и вновь с 1985 г. работала там же, достигнув должности профессора, в 2000—2008 гг. зав. кафедрой паразитологии, микробиологии, вирусологии и иммунологии. С 2008 г. работает в РГАУ-МСХА имени К. И. Тимирязева.
С 1985 г. член Всероссийского общества анатомов, гистологов, эмбриологов, с 1998 года член Координационного совета секции пчеловодства РАСХН при научно-исследовательском институте пчеловодства, с 2001 г. — секции «Инвазионные болезни» РАСХН, а также Координационного совета по инвазионным болезням стран СНГ при Всероссийском институте гельминтологии имени академика К. И. Скрябина, с 2000 года — Координационного совета по апитерапии.
Академик Международной академии аграрного образования (МААО, 2010) и членкор Российской академии естествознания (РАЕ, 2012).
Состояла в Коллегии апитерапевтов и целителей пчёлами Российской ассоциации народной медицины (РАНМ).
Под её руководством защищены 5 докторских и 34 кандидатских диссертации.
В 1984 г. защитила кандидатскую диссертацию на соискание ученой степени кандидата биологических наук «Иммуноморфологическая перестройка лимфоидных органов при иммунизации прополисполиэтиленгликолевым адъювантом» (была аспиранткой В. П. Кивалкиной), в 1998 г. — докторскую — «Коррекция иммунного статуса и микробиоценоза кишечника биологически активными продуктами пчеловодства при сальмонеллезно-аскаридиозном заболевании» (науч. к-т Ш. М. Омаров).
Отмечена почётной грамотой министерства образования и науки Российской Федерации (2008).
Автор более 700 науч. работ, 23 монографий, 10 учебников и учебных пособий и 17 рекомендаций, утвержденных МСХ РФ.
Супруг — доктор биологических наук А. Г. Маннапов (род. 1954).

## Работы
- Биологически активные продукты пчеловодства и иммунитет / Р. Т. Маннапова, А. Н. Панин. М., 1999. — 243 с.
- Регуляция защитных функций, микробиоценоза кишечника при инфекционных и ассоциативных заболеваниях животных / Р. Т. Маннапова, А. Н. Панин, А. Г. Маннапов. — Москва : ВГНКИ, 2001. — 275 с. ISBN 5-7456-0012-8
- Иммунный статус при эндометритах коров и методы его коррекции : монография / А. В. Андреева, Р. Т. Маннапова ; М-во сел. хоз-ва Рос. Федерации, Всерос. гос. науч.-исслед. ин-т контроля, стандартизации и сертификации ветеринар. препаратов, Башк. гос. аграр. ун-т. — Москва : ВГНКИ ; Уфа : БГАУ, 2003. — 322 с. ISBN 5-7456-0057-8
- Иммунный статус при йодной недостаточности поросят и методы его коррекции : монография / С. Н. Аухатова, Р. Т. Маннапова ; М-во сел. хоз-ва Рос. Федерации, Башк. гос. аграр. ун-т. — Москва : ВГНКИ ; Уфа : БГАУ, 2004. — 250 с. ISBN 5-7456-0102-7
- Биологически активные продукты пчеловодства и иммунитет / Р. Т. Маннапова. — Изд. 2-е. — М., 2004. — 244 с.
- Маннапова Р. Т. Иммунитет, микробиоценоз и биохимические реакции при воздействии на организм необработанного янтаря Р. Т. Маннапова, Р. А. Рапиев. Монография. Москва, 2009. 188 с.
- Микробиология и иммунология : практикум : учебное пособие : [по направлению 111100 «Зоотехния»] / Р. Т. Маннапова. — Москва : ГЭОТАР-Медиа, 2013. — 544 с. ISBN 978-5-9704-2750-7
- Маннапова Р. Т. Морфофункциональные, иммунологические и микробиологические реакции организма на стресс и их коррекция необработанным янтарем и маточным молочком пчел / Р. Т. Маннапова, Р. А. Рапиев. — Москва, 2014. — 395 с.
- Микробиология и иммунология : учебное пособие / Р. Т. Маннапова ; Рос. гос. аграр. ун-т-МСХА им. К. А. Тимирязева, фак. почвоведения, агрохимии и экологии, каф. микробиологии и иммунологии. — Москва : Издательство РГАУ-МСХА, 2015. — 76 с. ISBN 978-5-9675-1215-5
- Биологическая активность экстракта пчелиного подмора // «Пчеловодство» № 6, 2016.